# Skattkammarön (film, 1934)
Skattkammarön (engelska: Treasure Island) är en amerikansk äventyrsfilm från 1934 i regi av Victor Fleming. Filmen är baserad på Robert Louis Stevenson roman med samma namn från 1883. I huvudrollerna ses Wallace Beery, Jackie Cooper, Lionel Barrymore, Lewis Stone och Nigel Bruce.

## Rollista i urval
- Wallace Beery – Long John Silver
- Jackie Cooper – Jim Hawkins
- Lionel Barrymore – Billy Bones
- Otto Kruger – Doktor Livesey
- Lewis Stone – Kapten Smollett
- Nigel Bruce – Squire Trelawney
- Charles "Chic" Sale – Ben Gunn
- William V. Mong – Pew
- Charles McNaughton – Black Dog
- Dorothy Peterson – Mrs. Hawkins
- Vernon Downing – Inn Boy
- Douglass Dumbrille – Israel Hands
- Edmund Breese – Job Anderson
- Olin Howland – Dick
- Charles Irwin – Abraham Gray
- Edward Pawley – William O'Brien
- Richard Powell – Post
- James Burke – George Merry
- John Anderson – Harry Sykes
- Charles Bennett – Daddy Dawson
- Harry Cording – Henry (ej krediterad)
- J.M. Kerrigan – Tom Morgan (ej krediterad)